# Spielstein (Deidesheim)

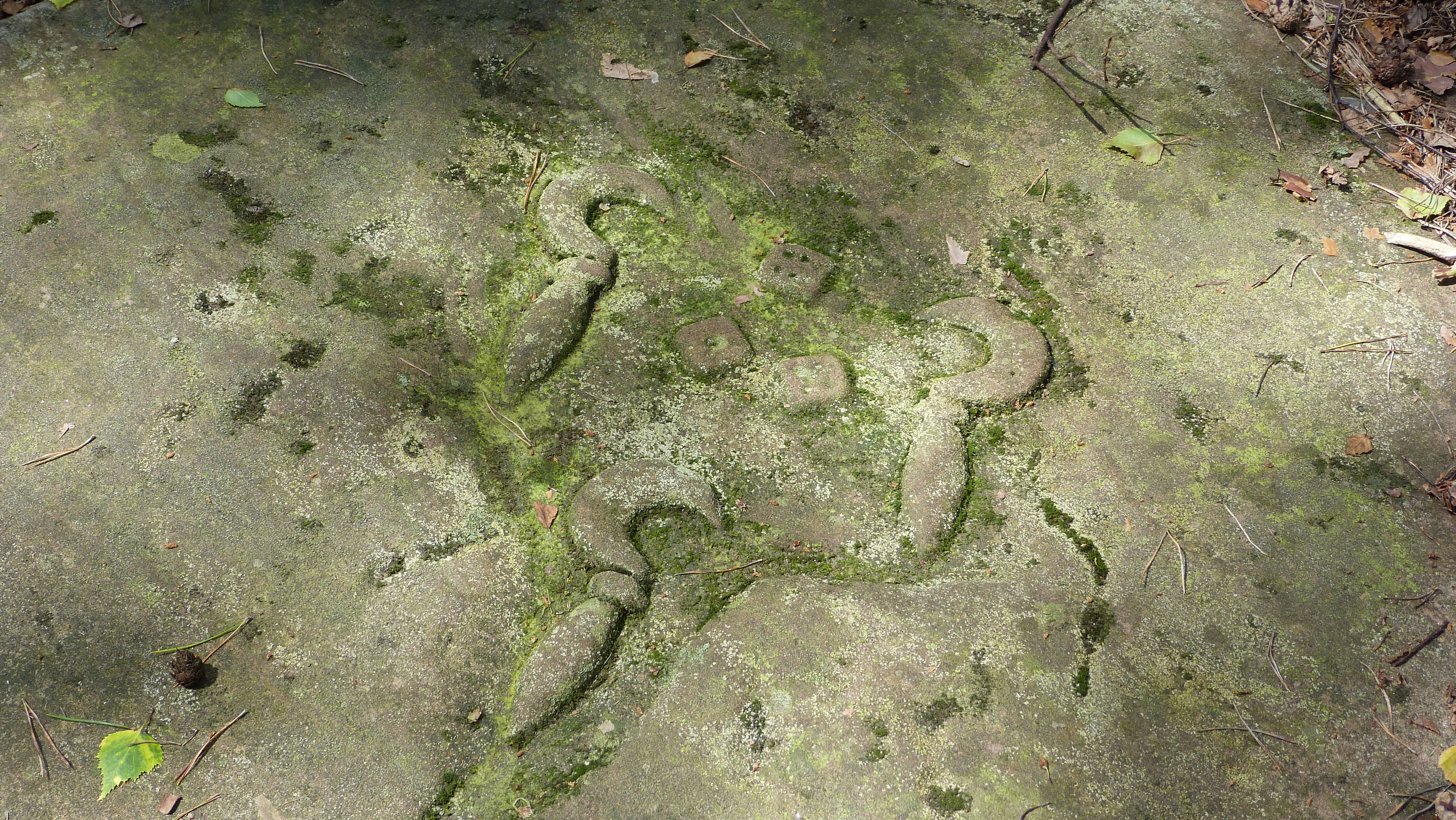
Spielstein

Der Spielstein auf der Gemarkung der pfälzischen Landstadt Deidesheim ist ein Loogfels, der nach dem Denkmalschutzgesetz des Landes Rheinland-Pfalz als Kulturdenkmal eingestuft ist.
Er liegt etwa 100 Meter von der südlichen Grenze des Deidesheimer Stadtwaldes entfernt südlich des Mittelberggipfels im Pfälzerwald. Auf dem Spielstein sind drei Würfel und drei Rebmesser abgebildet. Wann die Symbole auf dem Stein eingelassen wurden, ist nicht bekannt. Zu diesem Stein gibt es mehrere Sagen: Eine davon besagt, dass im Bauernkrieg hier Soldaten gelagert und sich mit Würfelspielen die Zeit vertrieben haben. Laut einer anderen Sage haben hier zwei junge Männer um eine Frau gewürfelt. Da keiner von beiden verlieren konnte, hätten sie sich gegenseitig umgebracht. Einer dritten Sage zufolge sollen im Spanischen Erbfolgekrieg drei französische Soldaten in Mußbach desertiert sein. Sie seien dann aber gefasst worden. Weil ihr Hauptmann Mitleid mit ihnen gehabt habe, hätten diese würfeln müssen, und nur derjenige, der die niedrigste Zahl gewürfelt hatte, sei hingerichtet worden. Es ist auch denkbar, dass die Symbole erst in den 1930er Jahren auf dem Stein aufgebracht wurden.